# جيفيرسون سانتوس
جيفيرسون سانتوس هو لاعب كرة قدم برازيلي في مركز الدفاع، ولد في 28 مايو 1992 في سالفادور في البرازيل. لعب مع Sertãozinho Futebol Clube ‏.

## وصلات خارجية
- جيفيرسون سانتوس على موقع قاعدة بيانات كرة القدم.إي يو (الإنجليزية)
- جيفيرسون سانتوس على موقع Soccerway.com (الإنجليزية)